# میانکوه (تنکابن)
میانکوه، از توابع دهستان دوهزار شهرستان تنکابن واقع در استان مازندران ایران است.